# Suède aux Jeux olympiques d'hiver de 1932
La Suède participe aux Jeux olympiques d'hiver de 1932 organisés à Lake Placid, aux États-Unis. La délégation suédoise remporte trois médailles, une d'or et deux d'argent, et se classe au troisième rang du tableau des médailles. Elle compte douze athlètes : onze hommes et une femme.

## Médaillés
| Médaille                           | Nom              | Sport               | Compétition          |
| ---------------------------------- | ---------------- | ------------------- | -------------------- |
| Médaille d'or, Jeux olympiques     | Sven Utterström  | Ski de fond         | 18 kilomètres hommes |
| Médaille d'argent, Jeux olympiques | Gillis Grafström | Patinage artistique | Hommes               |
| Médaille d'argent, Jeux olympiques | Axel Wikström    | Ski de fond         | 18 kilomètres hommes |